# Willy Bürki
Werner „Willy” Bürki (ur. 4 lipca 1909 w Worb, zm. 15 lutego 1979 w Bernie) – szwajcarski zapaśnik walczący w stylu wolnym. Olimpijczyk z Berlina 1936, gdzie zajął szóste miejsce w wadze ciężkiej.
Mistrz Europy w 1931 i 1933 roku.

## Letnie Igrzyska Olimpijskie 1936
| Konkurencja       | Rundy eliminacyjne    | Rundy eliminacyjne | Rundy eliminacyjne     | Rundy eliminacyjne        | Klas. końcowa |
| Konkurencja       | Przeciwnik I          | Przeciwnik II      | Przeciwnik III         | Przeciwnik IV             | Miejsce       |
| ----------------- | --------------------- | ------------------ | ---------------------- | ------------------------- | ------------- |
| +87 kg styl wolny | Georg Gehring (GER) Z | Roy Dunn (USA) Z   | Nils Åkerlindh (SWE) P | Kristjan Palusalu (EST) P | 6.            |